# Asperula fragillima
Asperula fragillima là một loài thực vật có hoa trong họ Thiến thảo. Loài này được Boiss. & Hausskn. mô tả khoa học đầu tiên năm 1875.